# Resolutie 2297 Veiligheidsraad Verenigde Naties
Resolutie 2297 van de Veiligheidsraad van de Verenigde Naties werd unaniem door de VN-Veiligheidsraad aangenomen op 7 juli 2016. De resolutie verlengde de toestemming die aan de Afrikaanse Unie was gegeven om de vredesmacht in Somalië te handhaven tot eind mei 2017.

## Achtergrond
In 1960 werden de voormalige kolonies Brits-Somaliland en Italiaans-Somaliland onafhankelijk, waarna ze werden samengevoegd tot de staat Somalië. In 1969 greep het leger de macht en werd Somalië een socialistisch-islamitisch land. In de jaren 1980 leidde het verzet tegen het totalitair geworden regime tot een burgeroorlog en in 1991 viel het centrale regime. Sindsdien beheersten verschillende groeperingen elk een deel van het land en viel Somalië uit elkaar. Toen milities van de Unie van Islamitische Rechtbanken de hoofdstad Mogadishu veroverden, greep buurland Ethiopië in en heroverde de stad.
In 2007 stuurde de Afrikaanse Unie middels toestemming van de Veiligheidsraad een vredesmacht naar Somalië. In 2008 werd de piraterij voor de kust van Somalië een groot probleem. In september 2012 trad na verkiezingen president Hassan Sheikh Mohamud aan, die met zijn regering de rol van de tijdelijke autoriteiten, die Somalië jarenlang hadden bestuurd, moest overnemen.

## Inhoud
De AU-vredesmacht AMISOM speelde een sleutelrol in het verbeteren van de veiligheid in Somalië. Landen als Burundi, Djibouti, Ethiopië, Kenia en Oeganda werden bedankt voor hun bijdrage hieraan, alsook de EU, die in belangrijke mate financieel bijdroeg aan de missie.
Inmiddels bleven de activiteiten van Al-Shabaab en Islamitische Staat, alsook de onrust in het nabijgelegen Jemen, zorgen baren.
De Veiligheidsraad volgde secretaris-generaal Ban Ki-moon, die vond dat de situatie in Somalië zich niet leende voor een VN-vredesoperatie. De VN leverde wel logistieke ondersteuning aan de vredesmacht van de Afrikaanse Unie. De toestemming die de lidstaten van de Afrikaanse Unie hadden voor die vredesmacht werd verlengd tot 31 mei 2017. AMISOM, met een troepenplafond van 22.126 manschappen, moest samen met het Somalische leger Al-Shabaab bestrijden.
Dat Somalische leger werd intussen met de steun van internationale donoren verder opgebouwd. Binnenkort zou het leger van de autonome regio Puntland worden geïntegreerd. Voorts was het van belang dat de geplande verkiezingen in Somalië gewoon zouden doorgaan. De secretaris-generaal werd gevraagd na die verkiezingen samen met de AU een beoordeling te maken van AMISOM, om zeker te zijn dat de missie klaar was om de volgende politieke fase in Somalië te ondersteunen. Hij werd gevraagd tegen april 2017 mogelijkheden en aanbevelingen te formuleren.
Lijst ·  2260 ·  2261 ·  2262 ·  2263 ·  2264 ·  2265 ·  2266 ·  2267 ·  2268 ·  2269 ·  2270 ·  2271 ·  2272 ·  2273 ·  2274 ·  2275 ·  2276 ·  2277 ·  2278 ·  2279 ·  2280 ·  2281 ·  2282 ·  2283 ·  2284 ·  2285 ·  2286 ·  2287 ·  2288 ·  2289 ·  2290 ·  2291 ·  2292 ·  2293 ·  2294 ·  2295 ·  2296 ·  2297 ·  2298 ·  2299 ·  2300 ·  2301 ·  2302 ·  2303 ·  2304 ·  2305 ·  2306 ·  2307 ·  2308 ·  2309 ·  2310 ·  2311 ·  2312 ·  2313 ·  2314 ·  2315 ·  2316 ·  2317 ·  2318 ·  2319 ·  2320 ·  2321 ·  2322 ·  2323 ·  2324 ·  2325 ·  2326 ·  2327 ·  2328 ·  2329 ·  2330 ·  2331 ·  2332 ·  2333 ·  2334 ·  2335 ·  2336